# فرناندو هنریک کاردوسو
فرناندو هنریک کاردوسو (انگلیسی: Fernando Henrique Cardoso؛ زادهٔ ۱۸ ژوئن ۱۹۳۱) یک سیاستمدار اهل برزیل است.
وی همچنین برنده جوایزی همچون کمک‌هزینه گوگنهایم شده است.